# Nachal Dorech
Nachal Dorech (hebrejsky: נחל דורך) je vádí v severním Izraeli.
Začíná v nadmořské výšce okolo 150 metrů na úpatí vysočiny Ramat Menaše, na severovýchodním úpatí vrchu Giv'at Jošijahu, severně od vesnice Megido. Protéká pak k severovýchodu zemědělsky využívanou krajinou Jizre'elského údolí, přičemž ze severu míjí archeologický areál starověkého Megida. Jižně od vesnice ha-Jogev se stáčí k východu a ústí nedaleko západního okraje areálu letiště Megido zleva do vádí Nachal Kejni.